# Hauptplatz (Graz)

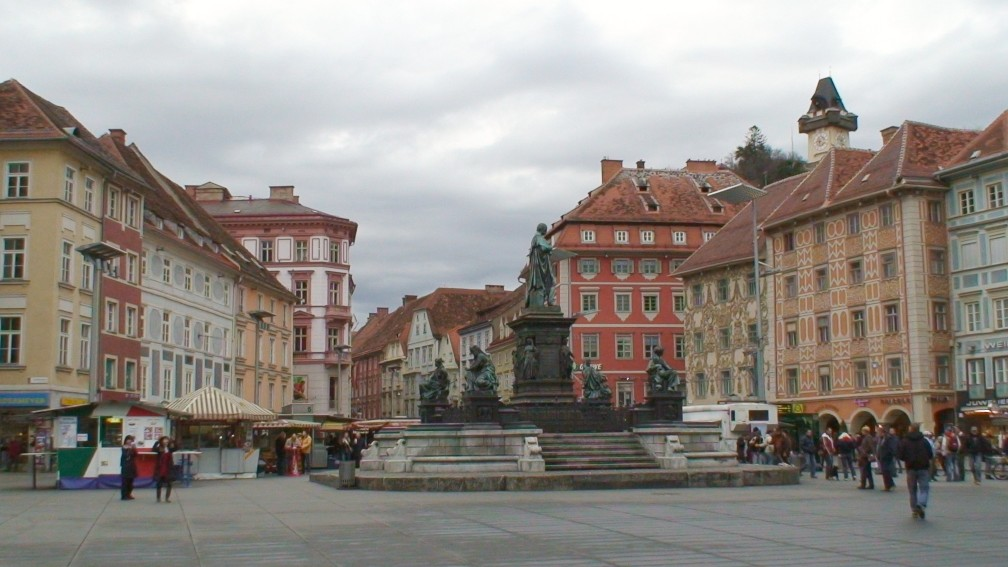
Piaţa centrală a oraşului Graz în direcţia Sackstraße

Hauptplatz este o piață în districtul I Innere Stadt al orașului Graz. De aici pornesc străzile Sporgasse, Herrengasse, Schmiedgasse, Murgasse și Sackstraße.

## Istoric
Grazer Hauptplatz a fost amenajată prin 1160 ca piață centrală a ducelui Ottokar al III-lea al Stiriei. Ea este din acest motiv cel mai important loc istoric și urban al orașului. Centrul istoric al orașului Graz era format dintr-o piață de formă trapezoidală care se întindea până la actuala Landhausgasse. Suprafața sa a fost aproape înjumătățită prin 1550 după construirea noii clădiri a primăriei, în stil renascentist. Casele care înconjurau piața erau construite în stil gotic târziu. Fațadele erau realizate în stil gotic târziu, baroc, Biedermeier și istoricist. De asemenea, casele aveau decorațiuni din stuc cu motive populare.
În anul 1878 în mijlocul pieței a fost instalată fântâna Erzherzog-Johann-Brunnendenkmal. În timpul reconstruirii Primăriei din anii 1887-1893, piața principală a primit un „accent monumental nou”. Inițial, la intersecția Hauptplatz cu Sackstraße s-a aflat Coloana ciumei înălțată de împăratul Leopold I în semn de recunoștință față de Sfânta Treime pentru că locuitorii au supraviețuit epidemiei de ciumă. Datorită modificării condițiilor de trafic, coloana a trebuit să fie mutată la Karmeliterplatz.
În afară de Jakominiplatz, Hauptplatz este singurul loc din Graz, care este deservit de toate liniile de tramvai. În jurul fântânii Erzherzog-Johann-Brunnendenkmal se află mai multe tarabe care conservă caracterul de piață medievală. Zona cuprinsă între fântână și primărie este adesea folosită pentru celebrarea unor importante evenimente locale.

## Denumire
Denumirea originală a locului era „auf dem Platz”. Denumirea „Hauptplatz” apare pentru prima dată în cronici în anul 1665. Din cauza faptului că în Primărie se afla garda principală a orașului, piața a fost denumită în secolul al XIX-lea și „Hauptwachplatz”. Începând din 1870 și până în anexarea Austriei în 1938 și iarăși de la sfârșitul celui de-al doilea război mondial și până în prezent ea poartă  din nou numele de „Hauptplatz”. În perioada 1938-1945 ea a purtat denumirea de „Adolf-Hitler-Platz”.

## Listă de monumente și clădiri importante
Lista include numărul clădirii, numele propriu, informații privind istoria și arhitectura, precum și o imagine care ilustrează obiectivul.
| Numărul clădirii | Nume                            | Informații | Imagine |
| ---------------- | ------------------------------- | --- | ------- |
| 1                | Grazer Rathaus (Primăria)       | Clădirea în stil renascentist datând din 1550 a fost înlocuită la începutul secolului al XIX-lea cu o clădire în stil clasicist. Forma actuală a primăriei a fost dobândită după reconstruirea clădirii în anii 1889-1893, când a fost realizată fațada în stil istoricist. Primăria este sediul administrației orașului Graz. |         |
| 3                | Weißsches Haus                  | Casa Albă a fost construită în 1710. Ea este formată dintr-o clădire monumentală cu cinci etaje și cu o curte interioară. Portalul din piatră în formă de arc este completat de un grilaj din fier forjat și cu frunze. Deasupra portalului se află un basorelief din gresie reprezentând-o pe Fecioara Maria cu pruncul Isus în brațe. |         |
| 4                | Adler-Apotheke                  | Casa aflată la colțul Hauptplatz cu Neue-Welt-Gasse a fost construită în secolul al XVI-lea. Fațada frontală este dominată de un vultur poligonal care se sprijină pe coloane și a fost realizat în secolul al XVII-lea. Pe fațadă este atașat un vultur sculptat (1535). Poarta boltită de piatră (1778) un luminator cu o grilă de fier forjat. În incinta de la parter se află Farmacie Adler.                                                                |         |
| 6                | Bürgerhaus Zum großen Christoph | Casa de la colțul Hauptplatz cu Franziskanergasse datează din secolul al XVII-lea. Pe fațada frontală sunt două foișoare dreptunghiulare sprijinite pe console. Fresca de pe fațadă cu reprezentarea Sf. Cristofor a fost executată de P. Scholz și este înconjurată de un cadru din stuc cu frunze. Basorelieful din gresie cu imaginea miraculoasă a Mariei (1975) este conceput în stilul lui Lucas Cranach cel Bătrân și are ornamente în formă de panglici. |         |
| 11               | Luegg-Haus                      | Casa Luegg se află la colțul dintre piața principală și Sporgasse și a fost construită în secolele XV-XVI în stil baroc. Deosebit de interesante sunt ornamentele din stuc de pe fațadă și de pe arcade în stilul Rundbogen. |         |
| 17               | Palais Stürgkh                  | Palatul a fost deținut inițial de familia de comercianți Stürgkh, care a fost înnobilată în 1532. Palatul a fost construit în diverse stiluri și completat din Evul Mediu și până în secolul al XX-lea. La exterior se află o nișă boltită în care este o statuetă a Fecioarei Maria. De o parte și de alta a fațadei se află două blazoane, montate deasupra portalului și expuse în 1937 după ce fuseseră tencuite.                                            |         |
| -                | Erzherzog-Johann-Brunnendenkmal | Fântâna cu o statuie din bronz a arhiducelui Ioan și cu reprezentări alegorice ale celor patru râuri Mur, Enns, Drau și Sann, proiectate de Franz Pönninger și dezvelite la 8 septembrie 1878. La cele patru colțuri se află patru fântâni în formă de scoici. Baza este decorată cu reliefuri alegorice din bronz. Inițial, fântâna trebuia să fie amplasată în Joanneumsgarten sau în Piața Am Eisernen Tor.                                                   |         |